# Gilles de Rais (banda)
Gilles de Rais é uma banda japonesa de rock do movimento visual kei, formada em Osaka por Joe, Jack, Dee e Sinn e originalmente ativa de 1989 a 1995. O álbum Satsui de 1992 alcançou a primeira posição na parada de álbuns independentes da Oricon e foi considerado uma das obras visual kei mais influentes. Eles deixaram de ser uma banda indie em 1993 assinando com a Pony Canyon. Em 2017, Joe iniciou o Gilles de Rais Project, tornando a banda semi ativa nos dias de hoje.

## Carreira

### 1989–1995: Formação, estreiamajore separação
Gilles de Rais foi formada em 1989 na cidade de Osaka por ex-membros das bandas Cry-Max e Christian Doll. No ano seguinte, lançaram seu álbum de estreia intitulado Damned Pictures pela gravadora Moon Drops. Logo depois, conseguiram um contrato na Extasy Records com Yoshiki, que contou que ele e Joe se tornaram amigos brigando entre si. Em 30 de junho de 1991 participaram do evento Moon Light Revolution ao lado de artistas como Luna Sea, Morrie e Tokyo Yankees. Gilles de Rais também fazia shows em conjunto com o Luna Sea com frequência.
Em 21 de janeiro de 1992 lançaram o álbum Satsui. A faixa título e "Suicide" contam com os vocais de apoio de Tetsuya e Hyde do L'Arc~en~Ciel, banda que costumava ser o ato de abertura dos shows do Gilles de Rais. Fizeram três shows em Meguro Rokumeikan e um show solo na Nissin Power Station promovendo o lançamento de Satsui. O álbum alcançou a primeira posição na parada de álbuns independentes da Oricon, vendendo cerca de 20 mil cópias.
No ano seguinte, conseguiram um contrato com a grande gravadora Pony Canyon e lançaram o álbum Because em 18 de junho, que também alcançou a primeira posição de indies da Oricon, foi gravado em Los Angeles e produzido com Joe Barresi. Os ingressos para seu último show como banda independente esgotaram em cerca de 20 minutos. Mais tarde, participaram do evento Neo Generation Wave e tocaram com a banda Speed-ID. Após lançarem os álbuns Gilles de Rais e Japan em 1993 e Crack a Boy em 1994, em junho de 1995 a banda se separou.

### 2017–presente: Gilles de Rais Project
Em 2017, Joe iniciou o Gilles de Rais Project e se filiou a Haunted House Records, tornando o grupo semi-ativo. Em 5 de abril lançaram o álbum Unfortune contendo demos e gravações ao vivo feitas no início da banda. Em 2018, o projeto fez um show especial chamado Rebel Without a Cause e em 8 de dezembro, Gilles de Rais, Justy-Nasty, Mein Kampf e Strawberry Song Orchestra participaram do festival da Haunted House onde tocaram covers de Dead End, The Mad Capsule Markets, Color e The Williard.
Em 2021, Gilles de Rais lançou uma demo chamada Before the Revolution, contendo 3 canções gravadas em 1989 e nunca lançadas. Com 100 cópias no máximo, foi vendida por pedido na loja da Haunted House. Em 2023, Gilles de Rais anunciou um show em Tóquio com a formação completa no dia 2 de dezembro onde revelariam sua primeira canção inédita em 23 anos, "Cold X", além de contar com a participação de Seth do Moi Dix Mois.

## Estilo musical
Os gêneros musicais de seu primeiro álbum Damned Pictures incorporam rock progressivo, post-punk, folk e rock gótico. Após a entrada da banda na Extasy Records, eles adicionaram o hardcore punk ainda focando no post punk e rock gótico. Influenciados por The Stalin, The Williard, Dead End, Boøwy e seus colegas Luna Sea, o guitarrista Jack também citou Ritchie Blackmore e Randy Rhoads como suas influências.
Como uma banda de visual kei (apesar de o termo ainda não existir na época), eles davam ênfase para seus visuais e usavam roupas pretas, maquiagem, máscaras, bandagens ensanguentadas e braçadeiras. Esta estética obscura de Gilles de Rais marcaria o visual kei pelos próximos anos.

## Membros
- Joe – vocais (1989–1995)
- Jack – guitarra (1989–1995)
- Dee – baixo (1989–1995)
- Sinn – bateria (1989–1995)

## Discografia
Álbuns de estúdio
| Título          | Lançamento            | Posição na Oricon | Posição na Oricon | Vendas |
| Título          | Lançamento            | Indies            | Principal         | Vendas |
| --------------- | --------------------- | ----------------- | ----------------- | ------ |
| Damned Pictures | 25 de outubro de 1990 | -                 | -                 | -      |
| Satsui (殺意)   | 21 de janeiro de 1992 | 1                 | -                 | 20,000 |
| Because         | 21 de janeiro de 1993 | 1                 | -                 | -      |
| Gilles de Rais  | 18 de junho de 1993   | -                 | 25                | 22,390 |
| Japan           | 3 de novembro de 1993 | -                 | 41                | 15,480 |
| Crack a Boy     | 21 de outubro de 1994 | -                 | 68                | 5,890  |

Compilações
- Unfortune (5 de abril de 2017)